# Jens Prüss
Jens Prüss (* 24. April 1954 in Rottweil am Neckar) ist ein deutscher Autor und Journalist.

## Leben und Werk
Prüss wuchs in Düsseldorf und Mettmann auf. Nach einem Studium der Germanistik und Philosophie in Düsseldorf und einer privaten Schauspielausbildung bei Klaus Diehl und Wolfgang Forester machte sich Jens Prüss in der rheinischen Metropole als freier Autor und Journalist selbstständig. 1977 bis 1980 war er Mitherausgeber der Literatur- und Grafikzeitschrift Tympan. 1979 erhielten die Herausgeber (Wolfgang Heyder, Bernd Kilian, Jens Prüss, Ulrich Schoenwald, Ernst Specks) den Literatur-Förderpreis der Landeshauptstadt Düsseldorf. Von 1988 bis 1993 leitete Prüss als Nachfolger von Rolfrafael Schröer das Literaturbüro NRW. 1991 übernahm er die Literaturredaktion der Zeitschrift neues rheinland. Dazu kam ab 1992 die Tätigkeit als Hörspiellektor beim WDR in Köln.
Jens Prüss, der zeitweilig auch in einem Berufskolleg Deutsch und Praktische Philosophie unterrichtete, veröffentlichte Theaterstücke (u. a. Bildungsreise, Uraufführung Wien 1981), Prosa, Essays, Kultur-, Theater- und Literaturkritiken. Neben mehreren Büchern schrieb und schreibt Prüss Glossen und Satiren für Die Zeit, die Süddeutsche Zeitung und den Eulenspiegel. Prüss ist auch als Kabarettist (erstes Programm 1997: Der mit dem Löwensenf) und Moderator großer Veranstaltungen ein fester Bestandteil der Düsseldorfer Kulturszene.

## Auszeichnungen
- 1979: Förderpreis für Literatur der Landeshauptstadt Düsseldorf[1]

## Bücher (Auswahl)
Monographien
- Die ersten 365 Tage im Leben deines Computers (Satiren), Reinbek, Rowohlt 1993, ISBN 3-499-13082-3
- Rede zur Erinnerung an meinen Freund, Düsseldorf, Edition Biograph 1998
- Die Kö (Herausgeber Jens Prüss und Peter H. Jamin), Düsseldorf, Grupello 2000, ISBN 3-933749-50-6
- Streng geheim! Der kleine Kö-Roman (mit Peter H. Jamin und Illustrator Thomas Klefisch), Düsseldorf, Grupello 2000, ISBN 3-933749-53-0
- Revolution! Der kleine Oberkassel-Roman (mit Peter H. Jamin und Illustrator Thomas Klefisch), Düsseldorf, Grupello 2001, ISBN 3-933749-61-1
- Scheidung! Der kleine Berlin- und Deutschlandroman (mit Peter H. Jamin und Illustrator Thomas Klefisch), Düsseldorf, Grupello 2001, ISBN 3-933749-68-9
- Köln vs. Düsseldorf vs. Köln, Düsseldorf, Droste 2010, ISBN 978-3-7700-1391-3
- Der Köbes. Ein rheinisches Original, Düsseldorf, Droste 2016, ISBN 978-3-7700-1574-0
- Die Bretter, die die Stadt bedeuten. 50 Jahre freie darstellende Künste in Düsseldorf. Droste, Düsseldorf 2024, ISBN 978-3-7700-2617-3 (Zusammen mit Jörg Udo Lensing).
- Der tödliche Kandinsky. Düsseldorf kriminell entdecken. Droste, Düsseldorf 2024, ISBN 978-3-7700-2640-1

Gruppenarbeiten und Anthologien
- Zivilcourage ist kein deutsches Wort, in: Die Jahre kommen und vergehen, Hg. Holger Ehlert u. a., Düsseldorf, Grupello 1998, ISBN 3-933749-01-8
- M8worte (Gruppe M8worte mit Jens Prüss u. a.), Düsseldorf, Droste 2005, ISBN 3-7700-1220-8
- Feinschmecker + Zeitschmecker (Gruppe M8worte mit Jens Prüss u. a.), Düsseldorf, Droste 2006, ISBN 3-7700-1259-3
- Gier als Lebensprogramm, Essay über Christian Friedrich Daniel Schubart, in: Die Horen, Bd. 234, Bremerhaven, NW-Verlag 2009, ISBN 978-3-86509-903-7

## Theaterstücke
- Bildungsreise, 1981
- Schibulskis Traum, 1982
- Das kalte Herz, 1997
- Herzjäger, 1998

## Hörspiel
- Kopfstand, 1983